# بندقية L85A1
بندقية L85A1

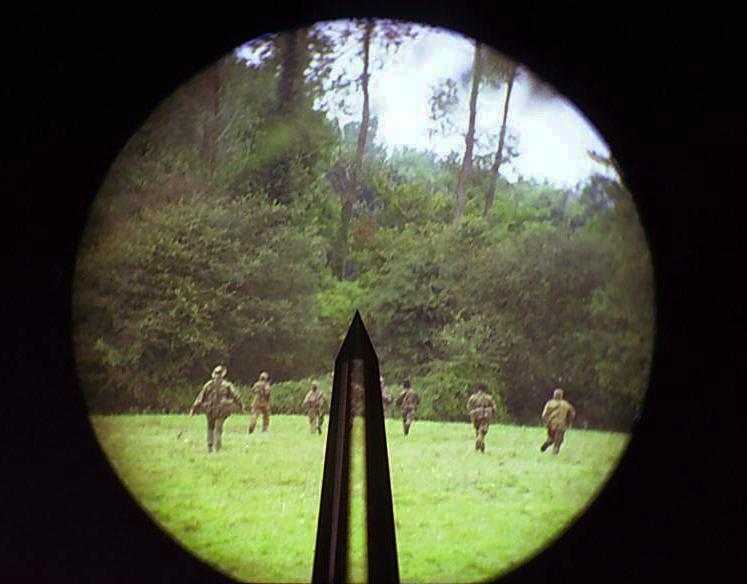

أو(SA80)، بندقية بريطانية الصنع وهي البندقية المعتمدة لدى الجيش البريطاني منذ عام 1986م حتى اليوم وهي ذات شكل مدمج مما يجعلها الامثل للاستعمال للقوات المحمولة جواً وبراً ويمكن استخدامها للأشتباكات في الليل لوجود غاز التريتيوم داخل المنظار التابع لها.

## الانواع الأخرى المطورة لها
- L85A2 بندقية
- L86A1 بندقية (المساندة الخفيفة)
- L86A2 بندقية
- L22A1 بندقية (كاربين)
- L98A1 بندقية (كاديت)
- L98A2 بندقية